# Voortplanting (natuurkunde)
Voortplanting of propagatie is in de natuurkunde de eigenschap van golven om zich van een trillingsbron door een medium te verplaatsen. Elektromagnetische golven planten zich ook in vacuüm voort, hun voortplantingssnelheid in vacuüm is de lichtsnelheid. De geluidssnelheid, dus de voortplantingssnelheid van geluid in een bepaald medium, hangt sterk van het medium af waar het geluid doorheen gaat.
Propagatie in de radiotechniek beschrijft hoe radiogolven zich voortplanten, dat is niet altijd in een rechte lijn.